# Villa Bischoffsheim ou Villa Etelinda
La Villa Bischoffsheim est une villa du XIXe siècle située au 38 de la via Romana à Bordighera, dans la province d'Imperia, en Ligurie. L'édifice fait partie des biens protégés par la Surintendance pour les biens architecturaux et les paysages de la Ligurie.

## Historique

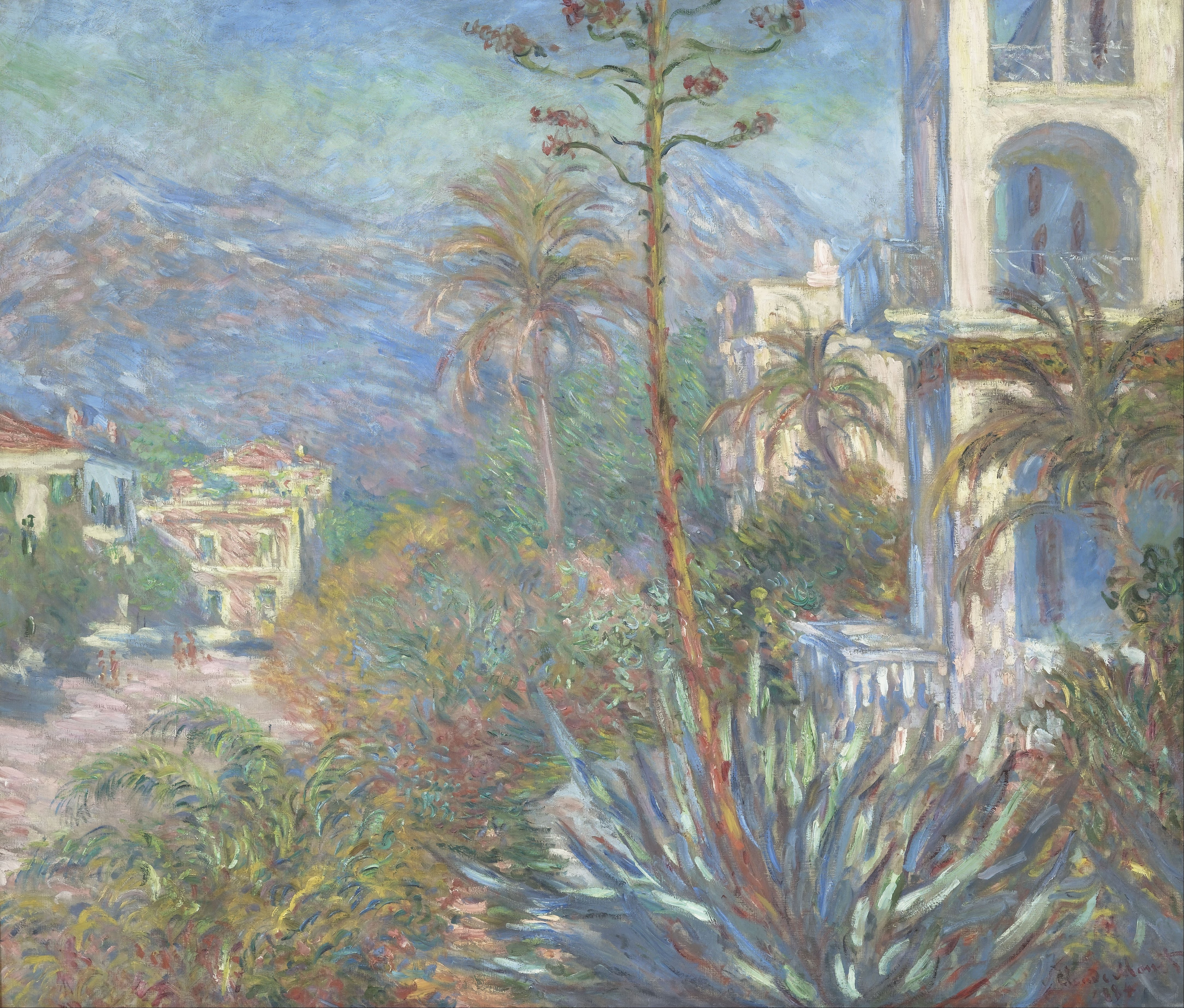
Tableau de Claude Monet, musée d'Orsay : Les Villas à Bordighera représentant en partie la Villa Bischoffsheim (sa tour).

La villa fut construite à Bordighera sur la via Romana par Raphaël Bischoffsheim, d’où son nom. Bischoffsheim était un banquier d’origine allemande et il habitait à Paris. Il avait connu Charles Garnier probablement grâce à son père, qui avait un grand local utilisé parfois pour des concerts près du chantier de l’Opéra.
Charles Garnier a été chargé de concevoir la résidence vers 1873 et il vit la possibilité de créer une villa de prestige. Les premiers dessins ont comme caractéristique principale l’emplacement des éléments verticaux. Garnier pense à cette maison comme à un mélange hétérogène de styles. On peut supposer que l’emplacement initial avait été planifié plus en hauteur, car ce type d’emplacement aurait permis d’avoir une meilleure vue et surtout aurait donné un caractère plus monumental à la villa. Malheureusement Garnier reçut des instructions concernant une réduction générale du projet. Les études ultérieures proposent des solutions plus petites et très similaires à la Villa Garnier.
Cette réduction du budget est probablement en relation au fait que Bischoffsheim eut des difficultés avec la municipalité de Bordighera. Il avait effectivement eu des problèmes à faire respecter les conditions relatives au prêt offert à la ville pour le prolongement de la via Romana. Il avait été surtout déçu pour l’accueil qu’avait reçu sa proposition de construire un observatoire sur le Montenero. Bischoffsheim déplaça son point d’intérêt vers la France et Nice et il fonda l’Observatoire de Nice en 1878.
La solution finale adoptée pour la villa, conserve quelques éléments tirés des études préliminaires. La tour reste tout au long du projet, comme le caractère mauresque qui se manifeste dans les décorations polychromes à mosaïque de la façade et les carreaux de céramique placés sur la partie haute de la tour. L’intérieur dispose d’une grande salle d’entrée, pavée de mosaïques ; sur le côté ouest sont le salon et la salle à manger, sur le côté est la salle de billard. Au fond de l’entrée, il y a un grand escalier menant aux étages supérieurs où se trouvaient les chambres à coucher.
Une fois terminée vers 1875, la Villa fut presque tout de suite mise en location à des familles fortunées. En 1879 la future reine d’Italie Marguerite de Savoie logea dans la villa avec sa mère Élisabeth de Saxe, duchesse de Gênes.
En 1896 Lord Strathmore Claude Bowes-Lyon acheta la villa et lui changea de nom en l’appelant Villa Etelinda.
Le nom fut choisi pour honorer l'opéra homonyme écrit par sa sœur Mildred Marion Bowes-Lyon qui fut présenté pour la première fois à Florence en 1894. Lady Mildred fut en effet une des premières auteures à présenter sur scène sa propre pièce, ce qui était audacieux pour l'époque. Son nom ne fut connu que lors de la deuxième représentation lorsque le public réclama l'auteure sur scène. Depuis 1910, sa fille, la future reine consort d’Angleterre Elizabeth Bowes-Lyon vint à Bordighera avec ses parents. Plus tard, elle y amena aussi sa fille la future reine Élisabeth II, pendant la période hivernale, mais elles logèrent à la Villa Poggio Ponente entre Bordighera et Vallecrosia.
La Villa fut vendue en 1914 à la reine Marguerite de Savoie.

## Les jardins
Les jardins de villa Bischoffsheim ont été dessinés par Ludovic Winter.

## Citations
Le peintre Claude Monet représenta la villa dans un de ses tableaux nommés Les Villas à Bordighera (celui du musée d'Orsay, panneau décoratif, 1884).